# سایه‌زنی تأخیریافته

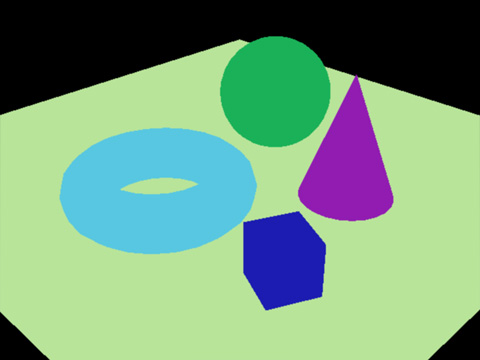
G-Buffer با رنگ افشانده

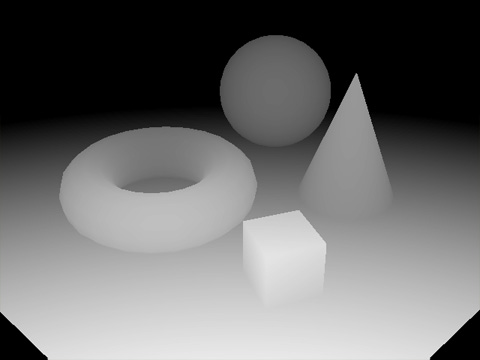
Z-Buffer

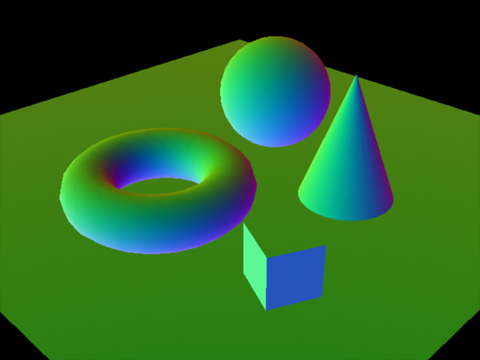
نرمال سطح G-Buffer

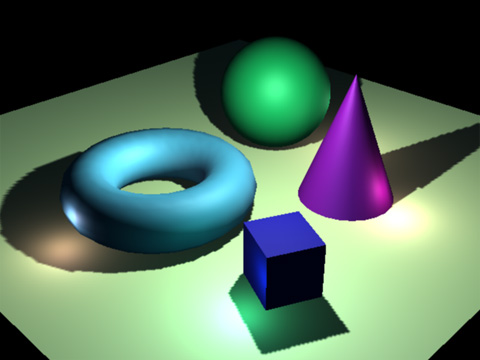
ترکیب نهایی. (برای محاسبهٔ سایه‌ها در این تصویر از سایر تکنیک‌ها نیز استفاده شده است)

در زمینهٔ گرافیک سه‌بعدی رایانه‌ای، سایه‌زنی تأخیریافته (انگلیسی: Deferred shading)، گرافیک سه‌بعدی رایانه‌ای یک تکنیک سایه‌زنی فضای صفحه است. این تکنیک به این دلیل تأخیریافته نامیده می‌شود که هیچ سایه‌زنی در مرحلهٔ اول انجام نمی‌شود و به جای آن سایه‌زنی اصلی به صورت «تأخیریافته» در مرحلهٔ دوم انجام می‌شود.